# Sightless
Sightless es una película estadounidense de 2020, del género thriller, escrita y dirigida por Cooper Karl y protagonizada por  Madelaine Petsch y Alexander Koch.

## Sinopsis
La música profesional Ellen Ashland, tras sufrir un atraco que la deja ciega, se retira de la vida cotidiana para recuperarse. Pero pronto se sumerge en una paranoia, incapaz de convencer a nadie de que su agresor ha vuelto para aterrorizarla ocultándose a plena vista.

## Reparto
- Madelaine Petsch - Ellen Ashland
- Alexander Koch - Clayton
- December Ensminger - Lana Latch
- Lee Jones - Russo Latch
- Deniz Akdeniz - Nurse Omar
- Jarrod Crawford - Detective Bryce
- Matthew Yang King - Doctor Katsuro
- Mikandrew - Paramédico Rafferty
- Samuel Gostnell - Oficial Neiman